# Aloysius Bevilacqua

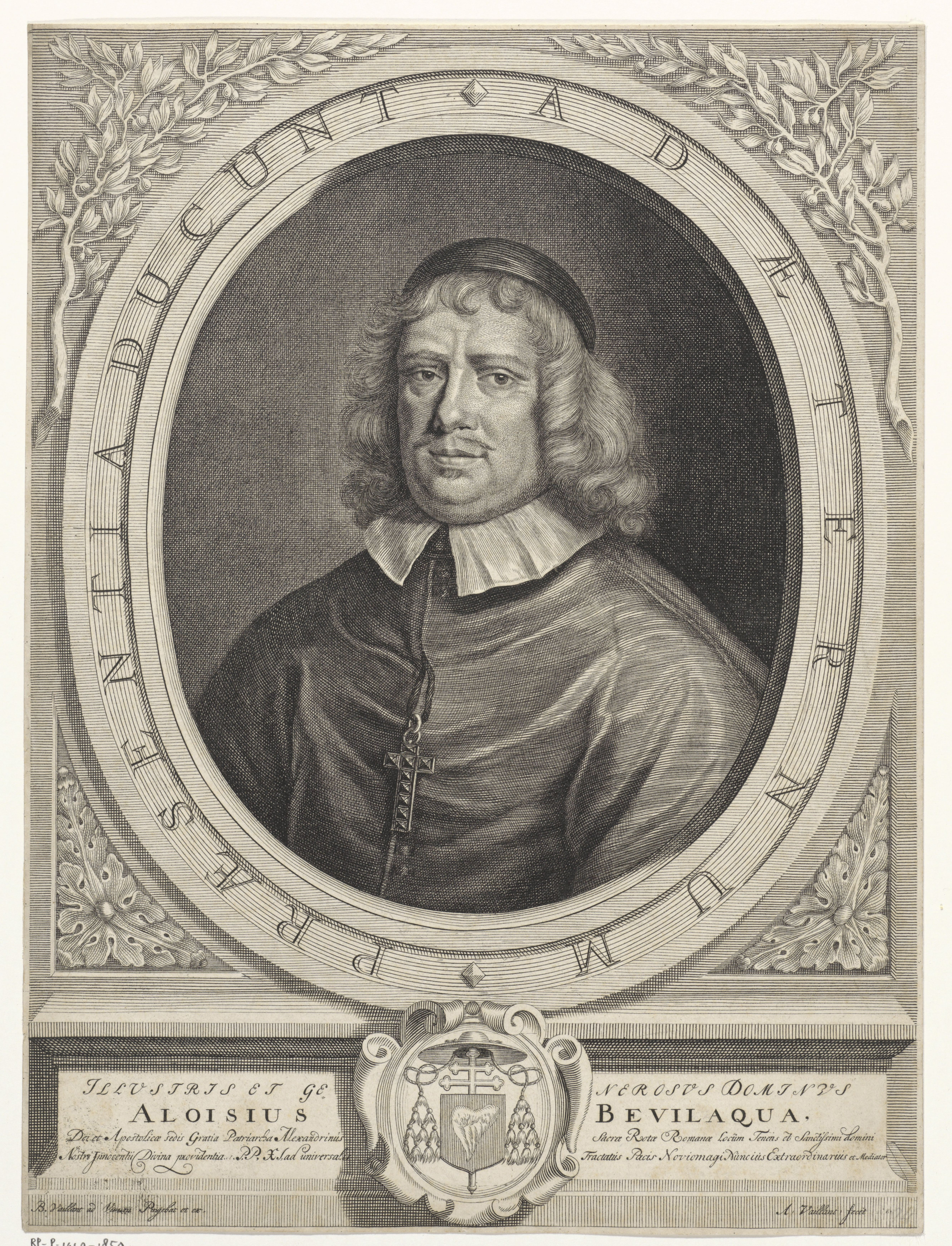

Aloysius Bevilacqua, italienisch Luigi Bevilacqua (* 1616 in Ferrara; † 22. April 1679 in Rom) war ein italienischer Geistlicher und Lateinischer Titularpatriarch von Alexandria.

## Leben

### Herkunft und Beginn der kirchlichen Laufbahn
Er war der Sohn des Francesco Bevilacqua und dessen Ehefrau Virginia geb. Turchi. Nach Studien in Ferrara wurde er Anfang 1639 zum Doctor iuris utriusque promoviert. Kurz darauf zog er nach Rom, wo er am 6. Februar desselben Jahres die niederen Weihen empfing. Papst Urban VIII. ernannte ihn zum Erzpriester von Crespino in der Diözese Ravenna, am 23. Dezember 1643 ernannte der Bischof von Ferrara ihn zum Generalvikar.
Bereits im folgenden Jahr trat er von der Position des Generalvikars von Ferrara zurück, da sie mit einer Residenzpflicht verbunden war und Bevilacqua es vorzog, am päpstlichen Hof zu bleiben. Dort stellte er sich unter die Protektion von Kardinal Francesco Barberini, wovon er sich ein schnelles Fortkommen erhoffte. Tatsächlich erhielt er den Posten des Gouverneurs von Tivoli. Im Jahre 1650 wurde ihm von Papst Innozenz X. das Gouvernement von Rimini und zwei Jahre darauf das von Fabriano übertragen. Im Jahre 1652 wurde er auf den Posten eines Auditors der Römischen Rota berufen, der seit dem Jahr 1597 einem Bürger der Stadt Ferrara vorbehalten war. Clemens X. belehnte ihn 1670 mit der reichen Abtei San Girolamo in Ferrara, die aus dem Vermögen des zwei Jahre zuvor durch Clemens IX. aufgehobenen Jesuitenordens gegründet wurde. Bevilacqua übertrug später diese Abtei an die Unbeschuhten Karmelitern. Am 4. März 1671 ernannte Clemens X. ihn zum Päpstlichen Hausprälaten und wenig später zum Gouverneur von Rom.

### Friedensverhandlungen in Nijmegen
Im Jahre 1675, während des Holländischen Krieges, beschloss der Papst, an den Höfen von Wien, Madrid und Paris zu intervenieren, um einen Waffenstillstand zu erreichen. Bevilacqua wurde als außerordentlicher Nuntius an den Kaiserhof entsandt, er übernahm die Mission offiziell Anfang Oktober, nachdem er am 21. September 1675 die Bischofsweihe als Lateinischer Patriarch von Alexandria empfangen hatte. Im Dezember 1676 bevollmächtigte Innozenz XI. ihn, den Heiligen Stuhl in den Verhandlungen zu vertreten, die schließlich zum Frieden von Nijmegen  führen sollten.
Bevilacqua erreichte Nijmegen erst im Juni 1677, da die protestantischen Mächte verschiedene Einwendungen gegen die päpstliche Vermittlung erhoben hatten. Die Anweisungen, die Bevilacqua von Kardinalstaatssekretär Alderano Cibo erhalten hatte, sahen eine Vermittlerrolle des Nuntius unter den am Kongress teilnehmenden katholischen Fürsten vor und empfahlen, von den protestantischen Mächten größere Religionsfreiheit für deren katholische Untertanen zu erhalten. In Nijmegen kam Bevilacqua eine führende Rolle zu, vor allem in den Verhandlungen zwischen den Franzosen, den Spaniern und dem Kaiser. Es gelang ihm, in den Verhandlungen vollständig neutral zu bleiben, so dass Kaiser Leopold I. vorschlug, ihn nach Paris zu entsenden, um Ludwig XIV. zu einer neuen Politik gegenüber den Türken zu bewegen. Die niederländischen Vertreter erklärten, dass sie sich bereitwillig der Vermittlung Bevilacquas auch in den Verhandlungen der protestantischen Mächte untereinander bedienen würden, aber diesem Vorschlag, den der Kaiser vergeblich in Rom vorzubringen versuchte, widersprach Innozenz XI. unter Verweis auf die Disziplin der Kirche, der es zuwiderliefe, dass der Apostolische Nuntius öffentlich die Interessen der Ketzer wahrnähme. Dennoch war Bevilacqua aktiv, wenn auch nicht immer offiziell, an sämtlichen Beratungen beteiligt. Allerdings konnte er keine Friedensverträge unterzeichnen, in denen die Vermittlung des Heiligen Stuhls Erwähnung fand; denn es war wegen Bevilacquas Beglaubigungsschreiben zu einem Konflikt zwischen Rom und Ludwig XIV. gekommen. Der französische König behauptete, er wäre mit einer speziellen Formel in dem päpstlichen Dokument erwähnt worden, und Innozenz XI. zog es vor, nicht offiziell als Vermittler in den Friedensverträgen zu erscheinen, um dem Ansinnen Ludwigs nicht entgegenkommen zu müssen. Ferner konnte Bevilacqua in Nijmegen keine der Erleichterungen erreichen, die der Heilige Stuhl für die Katholiken in den protestantischen Ländern erhofft hatte – die Weigerung des Papstes, direkte Verhandlungen mit den „Ketzern“ zu führen, war nicht dazu geeignet, die Verwirklichung der vom Nuntius in dieser Angelegenheit erwarteten Ergebnisse zu erreichen. Er konnte lediglich die Zusage des Bürgermeisters von Nijmegen erhalten, dass im Palast der Nuntiatur eine katholische Kapelle offen und zugänglich gelassen wurde. Bevilacqua hatte am 31. Oktober 1676 von Innozenz XI. weiterhin den Auftrag erhalten, Leopold I. von einer Ehe mit der protestantischen Prinzessin Ulrike Eleonore von Dänemark abzubringen, welche die „Ketzerei“ ins Haus Österreich zu bringen drohte – eine Mission, die ihn nicht übermäßig viel Mühe kostete, da der Kaiser selbst ein Gegner dieser Eheschließung war.
In den Jahren 1678 bis 1679 stand ihm der spätere Kardinal Lorenzo Casoni als Assistent zur Seite.

### Rückkehr und Tod
Nach der Unterzeichnung der letzten Verträge im Februar 1679 kehrte Bevilacqua nach Italien zurück, doch wurde dies zu einer qualvollen Reise, während der er durch die Pest die Hälfte seiner Begleiter verlor. Nachdem noch andere Todesfälle während Bevilacquas Aufenthaltes in Ferrara bekannt wurden, geriet die Bevölkerung der Stadt in Aufruhr gegen den Nuntius und er war gezwungen, die Stadt in großer Eile zu verlassen.
Es scheint, dass auch Bevilacqua infiziert worden war, was zu seinem plötzlichen Tod geführt hätte, der ihn kurz nach seiner Rückkehr nach Rom am 22. April 1679 ereilte. Offiziell wurde sein Ableben jedoch einer Krankheit zugeschrieben, die er sich in Nijmegen „aufgrund des dortigen Klimas“ zugezogen hätte, und die sich durch die Strapazen der Reise verschlimmert hätte.